# Hofämter der Bischöfe von Speyer im Mittelalter
Die Hofämter der Bischöfe von Speyer entstanden im Hochmittelalter und entwickelten sich von einem täglichen Dienst am Hofe des Bischofs von Speyer zu reinen Ehrenämtern.

## Entstehung der Hofämter
Für die Mitte des 12. Jahrhunderts sind erstmals Zeugnisse für die Existenz speyerischer Hofämter überliefert. 1148 wurden ein Kämmerer (camerarius) und ein Truchseß (dapifer) genannt. Um 1150 wird in einer Urkunde ein Schenken („pincerna“) und 1160 ein Marschall („marscalcus“) genannt. 1271 ist ein Küchenmeister (magister coquine), 1300 ein Speisemeister („spisarius“) und  1343/47 ein Butigler („butiglarius“, Mundschenk) überliefert. Für 1439 lässt sich das Amt eines Fahnenträgers nachweisen. Die vier klassischen Hofämter des Truchsessen, Kämmerers, Schenken und Marschalls gab es in der Regel auch an den Höfen der anderen geistlichen Fürsten.
Ab dem Ende des 11. Jahrhunderts wurden Ministerialen als Zeugen in den bischöflichen Urkunden genannt. Jedoch ist damit nicht nachgewiesen, wann die Hofämter der Bischöfe von Speyer eingerichtet wurden. Mit dem sozialen Aufstieg dieser Ministerialen haben sich die im Hauswesen der Herrschaft versehenen Ämter zu Ehrenämtern entwickelt, die nur noch bei besonderen Anlässen versehen wurden, wie beim Einritt eines neuen Bischofs in die Stadt Speyer. Der tägliche Dienst wurde nun vom Gesinde ausgeführt, was diesem neue Chancen durch die Herrennähe gab. Die Erblichkeit der Hofämter war ein Prozess, der im Laufe des 12. Jahrhunderts ablief. Die Familien führten häufig den Amtstitel als Teil ihres Familiennamens wie die Familien Schenk von Wersau oder Marschall von Kandel.

## Wende 13./14. Jahrhundert
Da die Familien der Kämmerer, der Truchsessen und der Schenken ausgestorben waren und die Bischöfe aus der Stadt Speyer weichen mussten, wurde auf kostspieligen Pomp und Ehrenämter verzichtet.

## Ämter um 1343/47
Mit Beginn des 14. Jahrhunderts sind Informationen über die Gerechtsame der einzelnen Ämter, über die dazugehörigen Amtslehen und Einkünfte und über die damit verbundenen Pflichten überliefert. In einem Kopialbuch, das unter Bischof Gerhard von Ehrenberg (1336–1363) angelegt wurde, sind die klassischen Hofämter und die erst in jüngerer Zeit geschaffenen Ämter des Küchenmeisters, Speisemeisters und Butligers angeführt. Bischof Gerhard erneuerte die Ämter unter Verzicht der Erblichkeit und unter möglichster Schonung der bischöflichen Kasse.
Kämmerer war um 1343/47 Johann von Venningen, Marschall war Eberhard von Kirchhausen, das Amt des Schenken bekleidete Eberhard Rießer und des Truchsessen Heinrich Kämmerer von Dürkheim. Speisemeister war Eberhard von Mußbach und Butigler Eberhard Schnittlauch von Kestenburg. Zu dieser Zeit erhielt der Kämmerer fünf Mark Silber, der Marschall, der Schenk und der Truchseß erhielten je drei Mark Silber. Der Küchenmeister, der Speisemeister und der Butliger erhielten je eine Mark. Die Zahlungen erfolgten von den zahlungspflichtigen Klöstern des Bistums.
Das Kämmerlehen der Grafen zu Leiningen bestand zu dieser Zeit aus der Herrschaft in den drei Dörfern Arzheim, Ranschbach und Servelingen (ein abgegangener Ort bei Arzheim). Andere Amtslehen sind im Lehnbuch aufgeführt.